# 坎捷米罗夫卡
坎捷米罗夫卡（羅馬化：Kantemirovka）是俄罗斯沃罗涅日州的市级镇、坎捷米罗夫卡区行政中心，位于坎捷米罗夫卡河畔，在州府沃罗涅日南偏东方。
该地2021年人口有10,631人；2010年人口11,943；2002年人口12,949；1989年人口13,465。